# Енцо Саккі
Енцо Саккі (італ. Enzo Sacchi, 6 січня 1926, Флоренція, Італія — 12 липня 1988 Флоренція, Італія) — італійський трековий та шосейний велогонщик, чемпіон Олімпійських ігор 1952 року в Гельсінкі, чемпіон та призер чемпіонатів світу та чемпіон Італії.

## Спортивні досягнення
Свою кар'єру Саккі почав як шосейний гонщик — у 1946 році виграв гонку Флоренція-В'яреджо. Проте найбільші перемоги спортсмен здобув у спринті на треку. Зокрема, він став олімпійським чемпіоном в спринті на Іграх 1952 року в Гельсінкі.
Саккі двічі перемагав у спринті на чемпіонатах світу з трекових велоперегонів у 1951 та 1952 роках серед аматорів. На цих же змаганнях серед професіоналів спортсмен двічі здобував срібло і один раз бронзу.
Саккі чотири рази перемагав в спринтах на Гран-прі Парижа і Копенгагена, тричі займав третю сходинку на Гран-прі Парижа. Також двічі вигравав шестиденну гонку: у 1960 році в Буенос-Айресі разом з Фердинандо Терруцці та у 1962 році в Перті з Рональдом Мюрреєм.

## Статистика

### Трекові велоперегони

#### Олімпійські ігри
1952 Гельсінкі
- 1-е місце, спринт

#### Чемпіонати світу
1951 Мілан, Італія
- 1-е місце, спринт, аматори

1952 Париж, Франція
- 1-е місце, спринт, аматори

1953 Цюрих, Швейцарія
- 2-е місце, спринт

1954 Кельн, Німеччина
- 3-е місце, спринт

1958 Париж, Франція
- 2-е місце, спринт

#### Гран-прі
1950 Гран-прі Парижа, Франція
- 3-е місце, спринт, аматори

1951
 Гран-прі Парижа, Франція
- 1-е місце, спринт, аматори

Гран-прі Копенгагена, Данія
- 1-е місце, спринт, аматори

1954 Гран-прі Парижа, Франція
- 1-е місце, спринт

1959 Гран-прі Парижа, Франція
- 1-е місце, спринт

1960 Гран-прі Парижа, Франція
- 3-е місце, спринт

1962 Гран-прі Парижа, Франція
- 3-е місце, спринт

#### Шестиденні гонки
1960 Шестиденна гонка в Буенос-Айресі, Аргентина
- 1-е місце (з Фердинандо Терруцці)

1962 Шестиденна гонка в Перті, Австралія
- 1-е місце (з Рональдом Мюрреєм)

#### Чемпіонат Італії
1955  1-е місце, спринт